# Romy Medeiros da Fonseca
Romy Martins Medeiros da Fonseca (Río de Janeiro, 30 de junio de 1921- Río de Janeiro, 22 de julio de 2013) era una abogada y feminista brasileña. Fue impulsora de la revisión en 1962 de la situación de la mujer casada en el Código Civil de Brasil. Militó en varias organizaciones en defensa de los derechos de las mujeres.También fue autora intelectual de la ley del divorcio en Brasil de 1977. A petición de la Cámara Federal formó parte del Consejo Nacional de Mujeres de Brasil.

## Biografía
Hija de José Gomes Leite da Fonseca y Climéria da Fonseca Martins, nació en Río de Janeiro. Se graduó en la Facultad de Derecho de la Universidad Federal de Río de Janeiro y se especializó en derecho de familia. Fue consejera del Consejo de Estado sobre los derechos de la mujer y líder de la Organización de Abogados de Brasil (OAB). También fue presidenta del Consejo Nacional de la Mujer de Brasil (CNMB) organización fundada por la sufragista Jerônima Mesquita.
En mayo de 1949 participó con su marido, el jurista y profesor de derecho Arnoldo Medeiros da Fonseca en el VII Congreso de Abogados Civiles de Estados Unidos donde realizó una intervención sobre la situación de la mujer en Brasil. Preparar su intervención cambió su perspectiva de vida y le hizo tomar conciencia de la precariedad de la situación de la mujer, particularmente de cómo las mujeres estaban subordinadas a sus maridos. El Código Civil vigente era el de 1916 que situaba la ciudadanía de las mujeres casadas bajo la tutela del marido. 
De regreso a Brasil solicitó un estudio a la Cámara de Diputados sobre la situación de la mujer casada en el Código Civil brasileño, estudio en el que se basó para elaborar, junto a la abogada feminista Orminda Ribeiro Bastos (1899-1971), asesora jurídica de la Federación Brasileña del Progreso Femenino y miembro del equipo jurídico de Evaristo de Moraes, una nueva propuesta.
Desde 1947 fue asesora presidencial formal e informal sobre temas de la mujer.
En 1951 presentaron un nuevo estatuto jurídico para la mujer casada ampliando sus derechos en el Congreso Nacional en 1951 iniciando una larga tramitación a pesar de su gran repercusión. La propuesta fue presentada a través del senador Mozart Lago. Tras una década de bloqueo finalmente y la presión del movimiento de mujeres, finalmente se aprobó la modificación del Código Civil el 27 de agosto de 1962, siendo sancionado por el presidente João Goulart como la Lei nº 4.121 que puso fin a la tutela de los maridos sobre sus esposas y, de manera especial, eliminó la autorización del marido para que la esposa pudiera trabajar fuera de casa.
Tras esta victoria continuó con la lucha feminista. Fundó el Consejo Nacional de Mujeres de Brasil y se dedicó a dar conferencias en el país y en el extranjero. A partir de los años 70 se implicó en defensa de los derechos sexuales y reproductivos, lucha que mantuvo hasta su muerte en Río de Janeiro en julio de 2013.
En 1972 organizó el Primer Congreso de la Mujer, en el que participantes nacionales e internacionales debatieron el papel de las mujeres en el desarrollo político. Fue delegada de Brasil ante la Comisión Interamericana de Mujeres de la Organización de los Estados Americanos y . Como defensora incondicional de los derechos de la mujer, Romy Medeiros promovió durante mucho tiempo la integración de las mujeres en los servicios militares del país y fue instrumental en la aprobación de los estatutos de divorcio de Brasil. 
También publicó artículos y libros sobre temas de la mujer, incluyendo Justiça social e aborto (1982) y A Condiçao femenina (1988.)

## Vida personal
Se casó con el jurista y profesor de derecho de Arnoldo Medeiros da Fonseca, catedrático de Derecho Civil con el que tuvo dos hijos. 